# Ohrada (lovecký zámek)
Lovecký zámek Ohrada je barokní zámek 2 km od Hluboké nad Vltavou, v němž sídlí muzeum lesnictví, myslivosti a rybářství Národního zemědělského muzea, jedno z nejstarších českých muzeí. Stojí na břehu Munického rybníka v těsné blízkosti zoologické zahrady Hluboká. Je chráněn jako národní kulturní památka České republiky.

## Historie zámku
Zámek Ohrada nechal v letech 1708–1713 mezi Munickým a Zvolenovským rybníkem v barokním slohu postavit kníže Adam František Schwarzenberg (1680–1732) podle projektu pražského architekta Pavla Ignáce Bayera, jenž se také podílel na přestavbě hlubockého zámku. Na dostavbě zámku se podílel Anton Erhard Martinelli. Hlavním účelem zbudování Ohrady bylo získat nedaleko schwarzenberského sídla zázemí k pořádání parforsních honů a loveckých slavností.

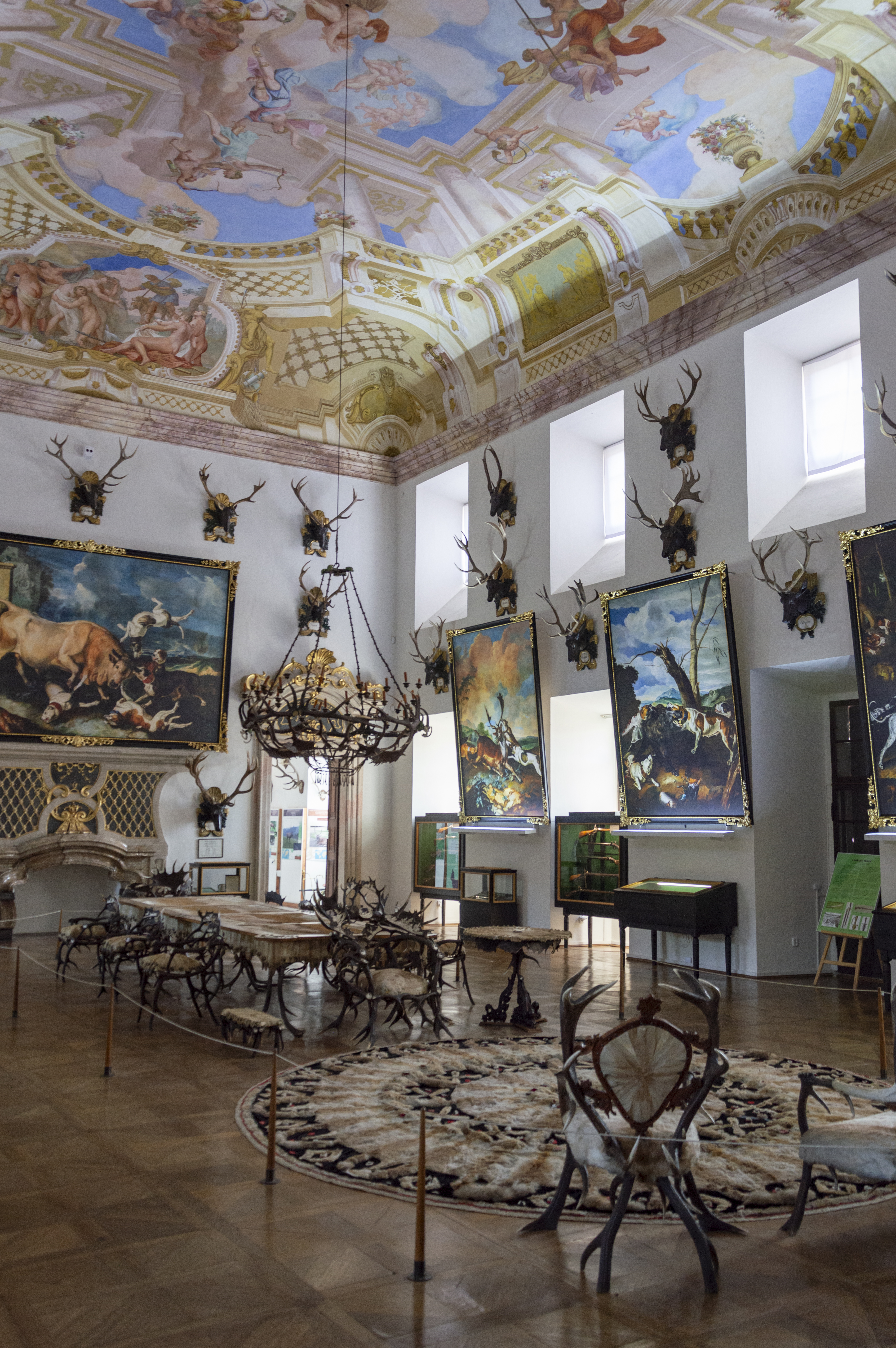
Velký sál

Nejdříve byla na západě postavena zbrojnice, následně jižní a severní křídlo, kde byly umístěny maštale a psince, a teprve potom byla stavěna hlavní budova s loveckým sálem a kaplí sv. Eustacha. Tato kaple měla podle dochovaných architektonických plánů stát u jižního křídla zámku tam, kde nyní kolem zámku vede silnice na Bezdrev. Přeložka cesty však nebyla schválena, proto byla kaple nakonec zbudována v prvním poschodí zámku. Strop kaple sv. Eustacha s motivem Svaté Trojice vymaloval roku 1715 Georg Werle, oltář sv. Huberta po Werlem dokončil roku 1720 J. André a mj. na něm domaloval schwarzenberský erb, autorem oltářního obrazu pak je vlámský malíř Pieter van Roy.

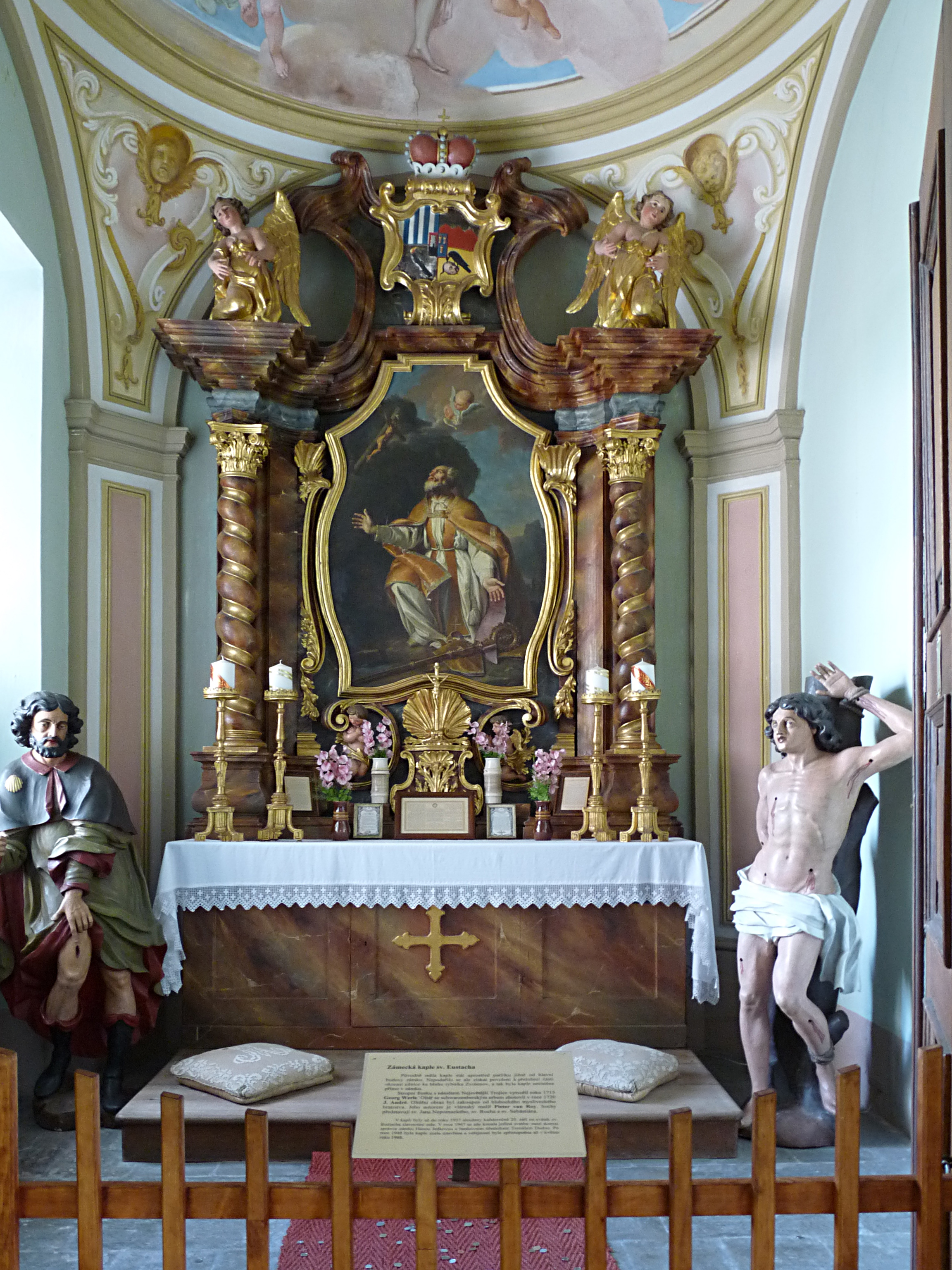
Kaple sv. Eustacha

K výzdobě budovy zámku Adam František pozval mnoho známých umělců své doby. Štuky dělal Franz Carobbio, krby Oldřich Mánes a vídeňský malíř Georg Werle zhotovil stropní fresku s tématem řecké pověsti o bohyni lovu Artemis. Velké olejomalby, jenž v minulosti zdobily sál a nyní se nacházejí v Rakousku, pocházejí z dílny skotského malíře Johanna Georga Hamiltona (1672–1737), v letech 1709–1718 schwarzenberského dvorního malíře.
Poté, co byl Adam František v roce 1732 nešťastnou náhodou při lovu smrtelně zraněn samotným císařem Karlem VI., zámek nadále sloužil svému původnímu účelu. Již v roce 1842 Jan Adolf II. založil na zámku první muzeum, kam soustředil rozšiřující se sbírky loveckých trofejí a vycpanin.
Během své existence sloužila budova lesnickému úřadu, několikrát tam byl umístěn vojenský špitál a na začátku druhé světové války sídlo zabavily německé úřady. Po válce zámek převzal stát (viz níže) a v jeho vlastnictví Ohrada zůstává dodnes. V letech 1986–1990 proběhla v budově velká rekonstrukce.

## Historie muzea

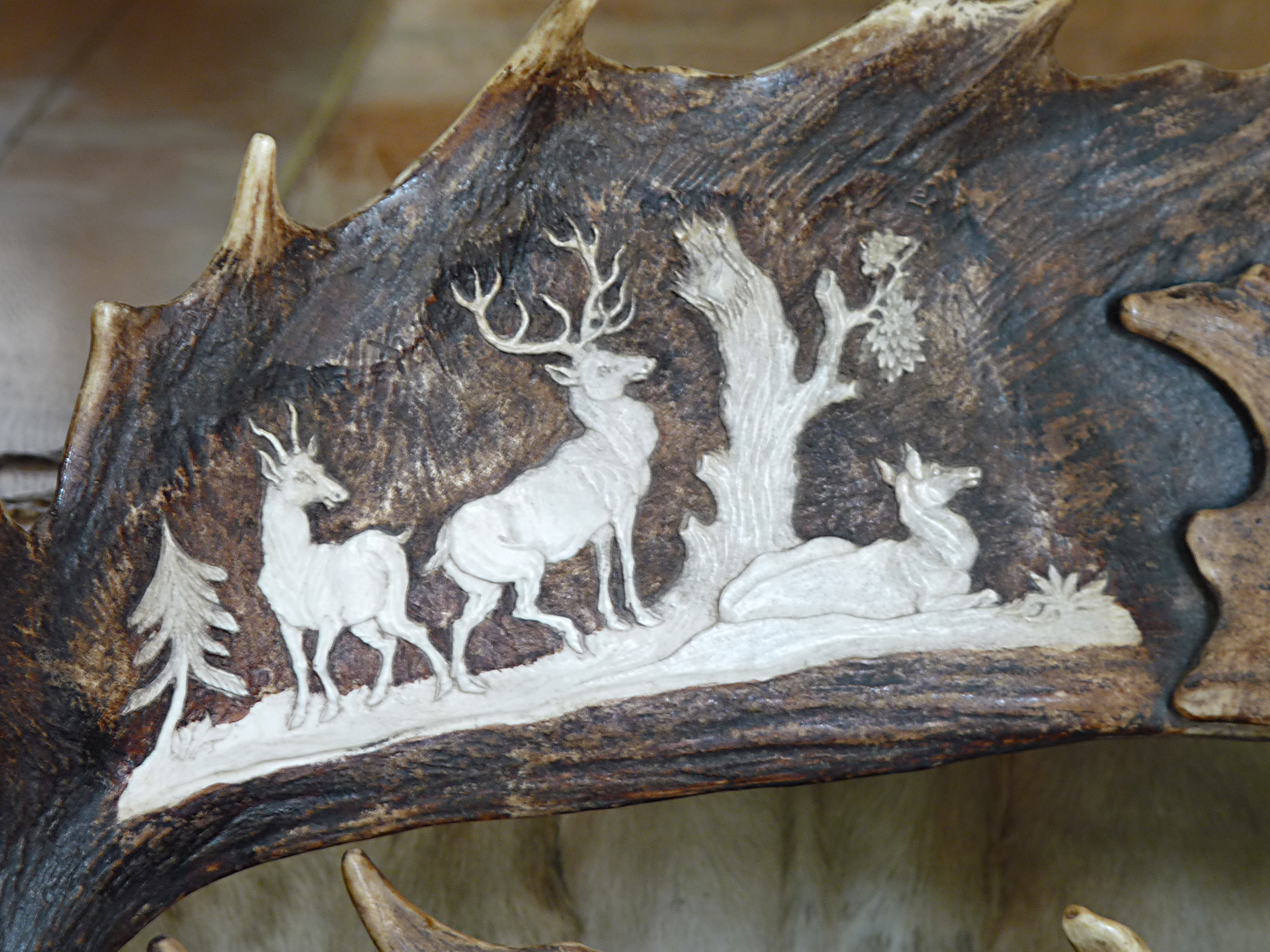
Řezba na parohovém nábytku v hodovním sále

Vznik muzea je spjat s osobou lesního adjunkta Václava Špatného (1807–1882), jehož vynikající preparátorské práce podnítily tehdejšího majitele panství, Jana Adolfa II. (1799–1888), k založení veřejného lesnického a loveckého muzea. Slavnostním otevřením 15. října 1842 za přítomnosti knížete se tak Ohrada stala druhým nejstarším muzeem v Čechách po Národním muzeu (zal. 1818) a čtvrtým nejstarším v ČR.
S pomocí systematické práce V. Špatného, jenž se stal prvním správcem muzea, tam Schwarzenberg začal shromažďovat paroží a lovecké předměty, jež další majitelé obohacovali o myslivecké a lesnické rarity z celého schwarzenberského panství a muzeum se stalo respektovanou institucí. V r. 1939 založil správce František Janovský na podnět Adolfa Schwarzenberga jako živou součást muzea. malou zoologickou zahradu zaměřenou na středoevropskou faunu Zoo Ohrada, nyní ve správě Jihočeského kraje, má dosud v užívání část severního křídla zámku.
V roce 1947 byl zákonem Lex Schwarzenberg rod Schwarzenbergů připraven o veškerý rodový majetek, čímž byl vyvlastněn i zámek Ohrada a stal se tak majetkem státu. V roce 1949 jej na 12 let dostaly do správy Státní lesy a od roku 1961 muzeum Ohrada spravuje Československé zemědělské muzeum, dnes pod názvem Národní zemědělské muzeum Praha. Roku 1964 byla expozice obohacena o lesnické a myslivecké sbírky ze zámku Konopiště a o rybářské sbírky muzea na Kačině.

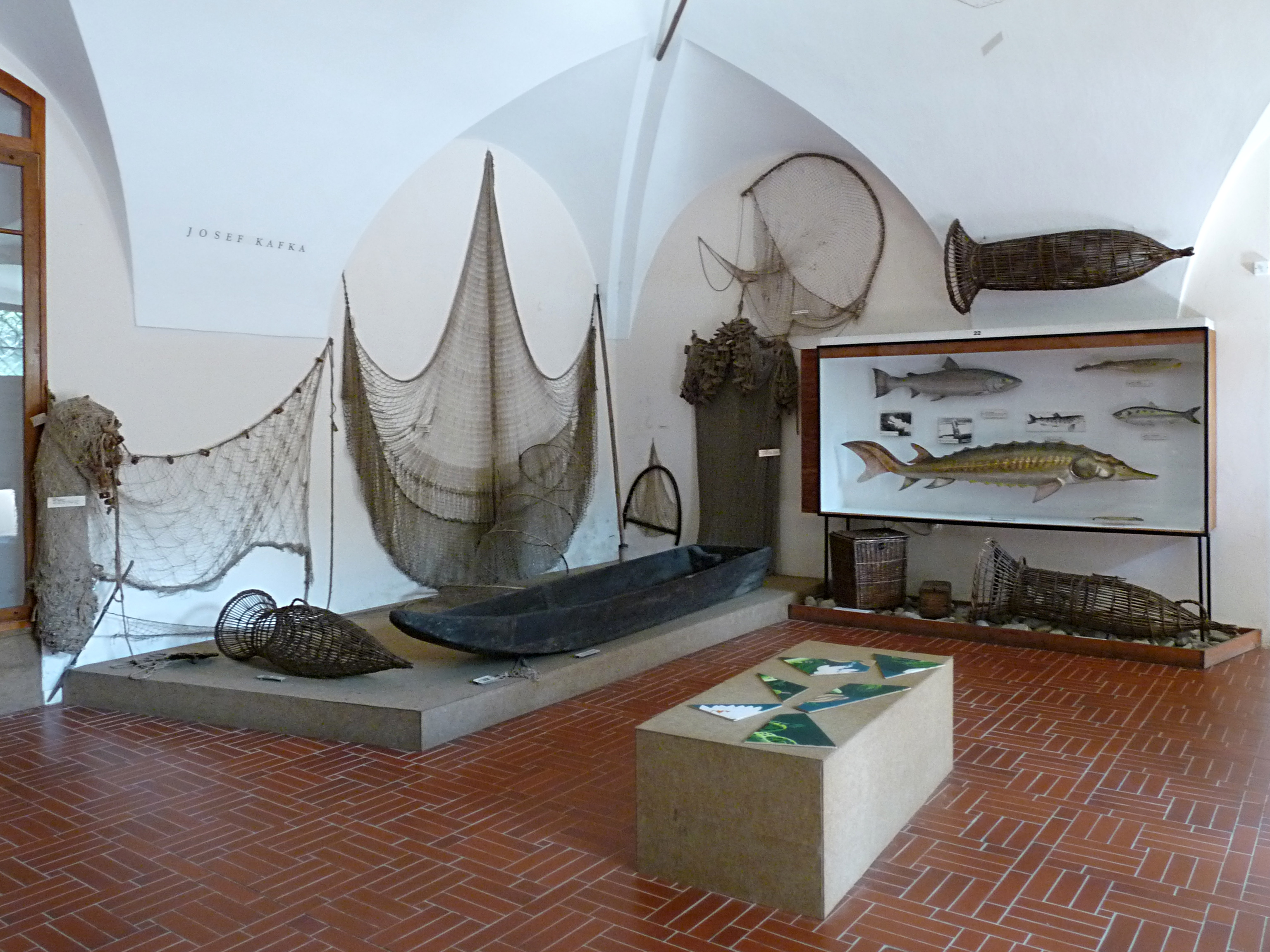
Expozice rybářství

Stálé expozice ohradského muzea vystavují na více než 1000 m2 na 2 000 předmětů, což je pouhá desetina celkového počtu exponátů z depozitářů muzea. Návštěvníky mj. přitahuje sbírka parohového nábytku v hodovním sále či trofej jelena uloveného Adamem Františkem roku 1730, jež byla na výstavě v Berlíně roku 1937 prohlášena světovým rekordem, který si udržela až do roku 1980. Pro nejmladší návštěvníky jsou na několika místech areálu připraveny stolky s dovednostními, výtvarnými a znalostními úkoly, na prvním nádvoří jsou pak k dispozici lavice se stoly.

### Stálá expozice
- Vývoj myslivosti (lovecké zbraně, ornitologická sbírka preparátů, preparáty mysliveckých psů, vycpaniny: poslední český vlk z r. 1874, poslední český medvěd z r. 1856)
- Vývoj lesnictví (lesnické nástroje, sbírka lesnických uniforem z 19. a 20. století, pěstování lesních porostů)
- Vývoj rybářství (rybářské náčiní, vycpaniny ryb)
- Expozice Sokolnictví[5]
- Sallačova sbírka jelenovitých – ceněná kolekce trofejí různých druhů jelenovitých; Vilém Sallač (1852–1927) byl profesorem na německé lesnické škole v Bělé pod Bezdězem; svou sbírku poprvé vystavil v roce 1908 v Praze na 60. valné schůzi České lesnické jednoty.[6]
- Dřevařství (dřevařské nástroje, vývoj těžby a dopravy dřeva, choroby stromů a kalamity)
- Život lesa
- České puškařství
- Pohádkové sklepení – samostatně přístupní mini expozice pro děti.

## Další činnost

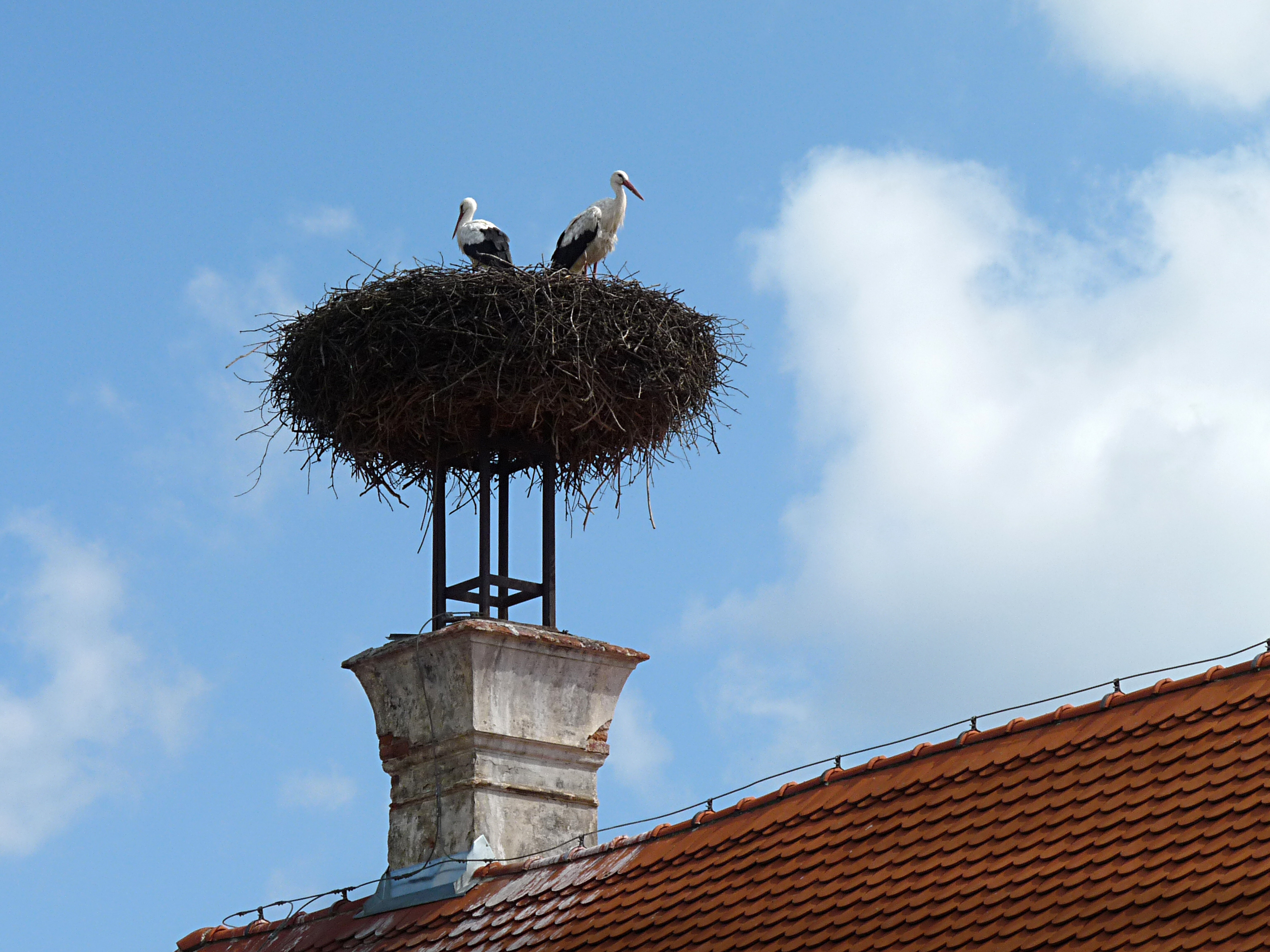
Čápi - každoroční nájemníci nad severním křídlem zámku

- Již od roku 1842 existuje na zámku knihovna se zaměřením na lesnictví a lov, jež měla sloužit ke vzdělávání odborného personálu. Později byla rozšířena o literaturu z oboru rybářství. Nejstarší kniha pochází z roku 1582 a je dílem Sigismunda Feyerabenda s názvem Neues Jagd-und-Weidwerksbuch (Nová lovecká a myslivecká kniha). V dnešní době knihovna čítá téměř 10 tisíc titulů a je nadále systematicky doplňována.[4]
- Kromě stálé výstavy z oboru lesnictví, myslivosti a rybářství pořádá muzeum každoročně několik krátkodobých výstav podobného zaměření.
- V areálu zámku Ohrada se pořádají každoroční Národní myslivecké slavnosti, jejichž součástí je i mistrovství republiky ve vábení jelenů.
- Na zámku se konají koncerty klasické hudby a na jeho nádvoří folkový festival a rockové koncerty.
- Ohradské muzeum se také účastní každoroční jarní Muzejní noci.